# Edward Field
Pour les articles homonymes, voir Field.
Edward Field (né le 7 juin 1924 à Brooklyn) est un poète et auteur américain.

## Biographie
Field, né à Brooklyn, a grandi à Lynbrook, Long Island, où il a joué du violoncelle dans le Field Family Trio, qui avait une émission de radio hebdomadaire sur WGBB Freeport. Il a servi pendant la Seconde Guerre mondiale dans la 8th Air Force en tant que navigateur de bombardiers lourds et a effectué 25 missions au-dessus de l'Allemagne.
Il a commencé à écrire de la poésie pendant la Seconde Guerre mondiale, après qu'un employé de la Croix-Rouge lui a remis une anthologie de la poésie. En 1963, son livre Stand Up, Friend, With Me a reçu le prestigieux prix Lamont Poetry Prize et a été publié. En 1992, il a reçu un prix Lambda pour Counting Myself Lucky, Selected Poems 1963-1992.

## Livres
Poésie
- Icarus (1963)
- Stand Up, Friend, With Me (Grove Press, 1963)
- Variety Photoplays (Grove Press, 1967)
- Eskimo Songs and Stories (Delacorte Press, 1973)
- A Full Heart (Sheep Meadow Press, 1977)
- Stars In My Eyes (Sheep Meadow Press, 1978)
- The Lost, Dancing (Watershed Tapes, 1984)
- New And Selected Poems (Sheep Meadow Press, 1987)
- Counting Myself Lucky, Selected Poems 1963–1992 (Black Sparrow, 1992)
- A Frieze for a Temple of Love (Black Sparrow Books, 1998)
- Magic Words (Harcourt Brace, 1998)
- After The Fall: Poems Old and New (University of Pittsburgh Press, 2007)

Fiction (avec Neil Derrick)
- The Potency Clinic (Bleecker Street Press, 1978)
- Die PotenzKlinik (Berlin : Albino Verlag, 1982)
- Village (Avon Books, 1982)
- The Office (Ballantine Books, 1987)
- The Villagers (Painted Leaf Press, 2000)

Non fiction
- The Man Who Would Marry Susan Sontag, and Other Intimate Literary Portraits of the Bohemian Era (University of Wisconsin Press, 2006, paperback edition, 2007)
- Kabuli Days: Travels in Old Afghanistan (World Parade Books, 2008)

Anthologies et éditorial
- A Geography of Poets (Bantam Books, 1979)
- (avec C. Stetler / G. Locklin) A New Geography of Poets (University of Arkansas Press, 1992)
- (éditeur), Head Of A Sad Angel, Stories by Alfred Chester (Black Sparrow, 1990). Introduction par Gore Vidal.
- (éditeur), Looking For Genet, Essays by Alfred Chester (Black Sparrow Press, 1992)
- (éditeur), Dancing With A Tiger, Selected Poems by Robert Friend (Spuyten Duyvil, 2003)

## Périodiques
Poésie et essais dans The New Yorker, The New York Review of Books, Gay & Lesbian Review, Partisan Review, The Nation, Evergreen Review, The New York Times Book Review, Michigan Quarterly, Raritan Quarterly Review, Parnassus et Kenyon Review.

## Récompenses et honneurs
- Prix Lamont de poésie (Academy of American Poets), 1962
- Bourse Guggenheim, 1963
- Prix Shelley Memorial (Poetry Society of America), 1974
- Prix de Rome (American Academy of Arts & Letters), 1981
- Prix littéraire Lambda, 1993
- Prix Bill Whitehead pour l'ensemble de ses réalisations (Publishing Triangle), 2005
- Prix WH Auden (Fondation Sheep Meadow), 2005